# Essbare Mittagsblume
Die Essbare Mittagsblume (Carpobrotus edulis), auch Gelbe Mittagsblume, Pferdefeige, Hottentottenfeige oder Hexenfinger genannt,  ist eine Pflanzenart, die zur Gattung Carpobrotus gehört, einer der Gattungen, die Mittagsblumen genannt werden, innerhalb der Familie der Mittagsblumengewächse (Aizoaceae).

## Beschreibung
Carpobrotus edulis wächst mit geflügelten Trieben, die bis zu 3 Meter lang werden können. Die grünen Laubblätter sind scharf dreikantig, fast aufrecht sowie 40 bis 140 Millimeter lang und 7 bis 29 Millimeter breit. Ihr Kiel und die Ränder sind gesägt.
Die einzeln, endständig stehenden, zwittrigen Blüten haben einen Durchmesser von 5 bis 9 Zentimeter. Sie stehen an 25 bis 90 Millimeter langen Blütenstielen. Die Zipfel der Kelchblätter sind sehr ungleich. Die anfangs gelben Kronblätter werden bei der Alterung der Blüten pinkfarben. Sie sind 20 bis 45 Millimeter lang, 1,5 bis 3 Millimeter breit und stehen in 3 bis 5 Kreisen. Die Staubfäden sind hellgelb und werden zur Basis hin blasser. Die Staubblätter sind gelb. Die Nektarien bilden einen dunkelgrünen, gekerbten Ring. Die Blütezeit ist ganzjährig, die meisten Blüten werden aber im Frühjahr gebildet.
Die keulenförmigen, an der Spitze eingedrückten Früchte sind gelblich und besitzen 7 bis 14 Kammern. Sie werden 20 bis 35 Millimeter lang und erreichen ebensolche Durchmesser.

## Verbreitung
Das natürliche Verbreitungsgebiet von Carpobrotus edulis ist Südafrika. Es erstreckt sich dort vom Namaqualand über Kapstadt bis nach Cradock und  Albany in der Provinz Ostkap. In Europa ist die Art vielfach im Mittelmeerraum eingebürgert, etwa in Spanien und Portugal sowie auf den Kanarischen Inseln, Madeira, Azoren und den Kapverdischen Inseln; auch im Süden Großbritanniens und der angrenzenden Inseln, in Kalifornien (USA), Florida, in Baja California, Argentinien, Chile, Uruguay und einigen australischen Bundesstaaten ist sie als Neophyt zu finden. Die Pflanzen wachsen bevorzugt in feuchten Küsten- und Bergregionen.

## Systematik
Die wissenschaftliche Erstbeschreibung als Mesembryanthemum edule wurde 1759 von Carl von Linné in seinem Werk Systema Naturae veröffentlicht. Harriet Margaret Louisa Bolus stellte die Art 1927 in die Gattung Carpobrotus. Carpobrotus edulis wird in die beiden Unterarten
- Carpobrotus edulis subsp. edulis
- Carpobrotus edulis subsp. parviflorus W.Wisura & Glen

unterteilt. Carpobrotus edulis subsp. parviflorus unterscheidet sich von Carpobrotus edulis subsp. edulis durch kleinere Blütendurchmesser und gleichförmigere Zipfel.

## Inhaltsstoffe
Carpobrotus edulis enthält Polyphenole wie Tannine und Flavonoide und Anthocyane, denen eine regenerative, adstringierende, antibakterielle und antioxidative Wirkung zugeschrieben wird. Zudem sind  Zitronensäure und Äpfelsäure enthalten.

## Verwendung
Die Früchte, die einer Feige leicht ähnlich sehen, haben ein geleeartiges, süßsaures Fruchtfleisch und sind essbar. Sie werden zu Marmelade (Sour Fig Jam) verarbeitet. Der Saft und das Mark aus den Blättern werden in der Medizin zur Reinigung von Wunden sowie zur Heilung von Verbrennungswunden, Ohren- und Zahnschmerzen verwendet.
Carpobrotus edulis wird, wie andere Carpobrotus-Arten, zur Befestigung von Dünen und Steilufern eingesetzt.

## Gefährdung für andere Pflanzenarten

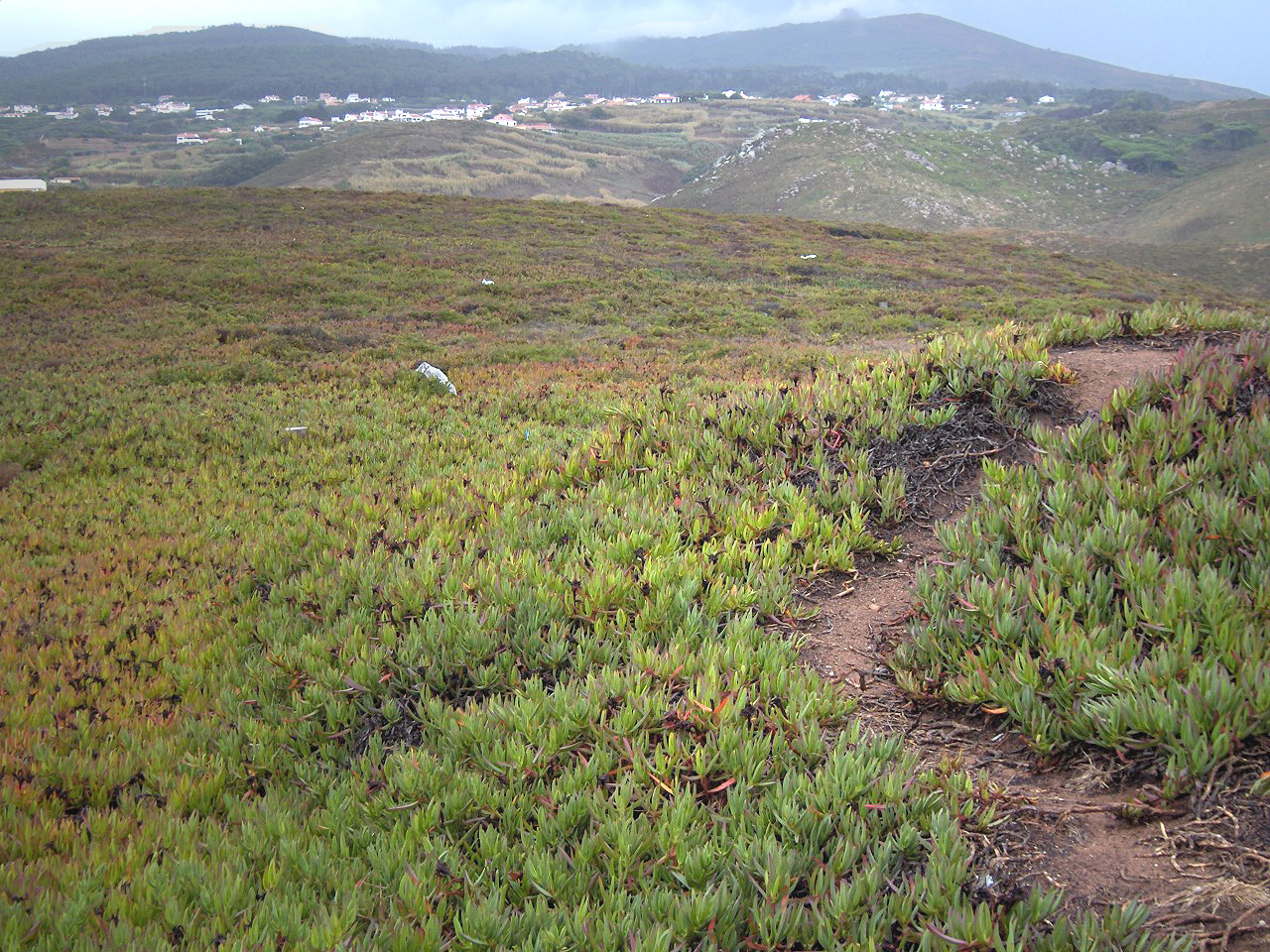
Invasive Ausbreitung der Essbaren Mittagsblume auf Cabo da Roca in Portugal

Die Essbare Mittagsblume ist in vielen Teilen der Erde ein invasiver Neophyt, das heißt, sie kommt ursprünglich dort nicht vor, kann aber sehr schnell neue Gebiete erobern und besiedeln. Sie kann den Boden auslaugen, Hybride mit verwandten Pflanzenarten bilden und die angepasste, endemische Flora aufgrund ihrer Anspruchslosigkeit und Schnellwüchsigkeit verdrängen. Jede Frucht beinhaltet hunderte von Samen und so gelang es der Essbaren Mittagsblume, teils durch Samenverbreitung (zum Beispiel Verzehr der Früchte durch Säugetiere) und teils durch vegetative Vermehrung aus der menschlichen Kultivierung zu entweichen und verwilderte Populationen zu bilden.

## Nachweise

## Weiterführende Literatur
- Carey M. Suehs, Laurence Affre, Frédéric Médail: Invasion by South African Carpobrotus (Aizoaceae) species in the Mediterranean Basin:  the effects of insularity on plant reproductive systems. In: L. E. Child, J. H. Brock, G. Brundu, K. Brach, P. Pysek, P. M. Wade, M. Williamson (Hrsg.): Plant invasions: ecological threats and management solutions. Backhuys Publisher, Leiden 2003, S. 247–263, online (PDF) (Memento vom 13. März 2016 im Internet Archive).